# Kangwon
Kangwŏn är en provins i Nordkorea. Provinsen gränsar till Södra Hamgyong i norr, Norra Hwanghae och Södra P'yongan i väster, Sydkorea i söder. Provinshuvudstaden är Wŏnsan.
Provinsen Kangwŏn bildades år 1395. Efter delningen av Korea efter andra världskriget 1945, Nordkoreas och Sydkoreas självständighet 1948 och slutet av Koreakriget delades provinsen i två delar, Gangwon och Kangwŏn (båda stavas 강원도 på koreanska)
Provinsen är även uppdelad i två städer (si) och femton landskommuner (kun).

## Städer
- Munchŏn-si (문천시; 文川市)
- Wŏnsan-si (원산시; 元山市)

## Landskommuner
- Anpyŏn-gun (안변군; 安邊郡)
- Ch'angdo-gun (창도군; 昌道郡)
- Ch'ŏrwŏn-gun (철원군; 鐵原郡)
- Ch'ŏnnae-gun (천내군; 川內郡)
- Hoeyang-gun (회양군; 淮陽郡)
- Ichŏn-gun (이천군; 伊川郡)
- Kimhwa-gun (김화군; 金化郡)
- Kosan-gun (고산군; 高山郡)
- Kosŏng-gun (고성군; 高城郡)
- Kŭmkang-gun (금강군; 金剛郡)
- P'an'gyo-gun (판교군; 板橋郡)
- Pŏptong-gun (법동군; 法洞郡)
- P'yeŏngkang-gun (평강군; 平康郡)
- Sep'o-gun (세포군; 洗浦郡)
- Tongch'ŏn-gun (통천군; 通川郡)